# 全国高等学校総合体育大会ボート競技大会
全国高等学校総合体育大会ローイング競技大会（別名：全日本高等学校選手権競漕大会）は日本の高等学校ローイング対抗の大会である。全国高体連・日本ローイング協会・読売新聞社など主催。

## 概要
この大会は、全国高等学校選抜ローイング大会（ジュニアオリンピック）、国民スポーツ大会ローイング競技と並ぶ高校ローイング三大全国大会のひとつで、インターハイ開催地にて毎年持ち回りで開催されている。1953年に滋賀県瀬田川で第1回大会を開催。
まず男女それぞれ団体・個人に分け、それぞれ舵手つきクォドルプル・ダブルスカル・シングルスカルに分かれて競技を行う。
まず、8組に分かれ、予選を行い、それぞれの組から上位3名が準々決勝へ進出、4位以下の者は敗者復活戦を行う。敗者復活戦では4組に分かれ、それぞれの組から上位3名のみ準々決勝へ進出できる。準々決勝では6組に分かれ、予選を勝ち上がった11名と敗者復活戦を勝ち上がった12名の競漕となる。それぞれの組から上位2名が準決勝へ進出できる。準決勝では2組に分かれ、それぞれの組から上位3名が決勝へ進出する。決勝は6名による競漕で優勝を決める。